# Gynoplistia (Dirhipis) pictipennis
Gynoplistia (Dirhipis) pictipennis is een tweevleugelige uit de familie steltmuggen (Limoniidae). De soort komt voor in het Neotropisch gebied.